# Hoogovens van Engelsberg

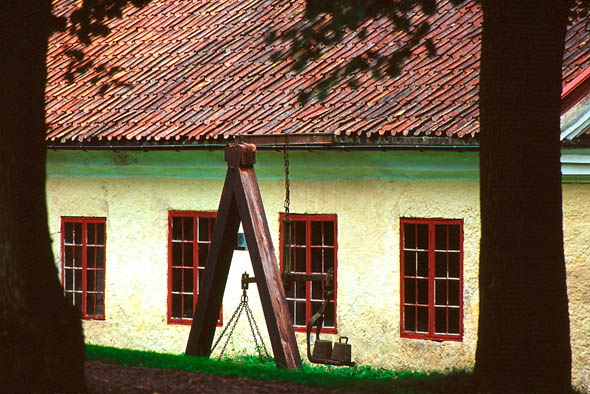
Smederij bij hoogovens van Engelsberg

De Hoogovens van Engelsberg (Zweeds:Engelsbergs bruk) zijn een van de veertien werelderfgoederen op de Werelderfgoedlijst van de UNESCO in Zweden. Ze zijn opgenomen op deze lijst in 1993, en gelden als cultuurerfgoed.
De hoogovens van Engelsberg bevinden zich in Västmanland, en het is een industriemuseum.
Het was in de 18e en 19e eeuw een van de modernste hoogovens in Europa. Tot het monument behoren het herenhuis met park, de bureaugebouwen, arbeiderswoningen en natuurlijk de industriegebouwen, waarin zich nog altijd het gehele toenmalige technische machinepark bevindt.
Ängelsberg ligt in de regio Bergslagen, het traditionele mijngebied van Zweden. In 1681 werd daar een hoogoven gesticht, dat het ijzererts van de omliggende mijnen verwerkte. Het houtskool, om de temperatuur tijdens het proces te verhogen, kwam uit de bossen uit de omgeving. Binnen enige tientallen jaren had de fabriek zich al tot een van de belangrijkste ijzerproducenten van Zweden ontwikkeld.
Op haar hoogtepunt bevatte de fabriek ongeveer 50 gebouwen: gebouwen voor administratieve werkzaamheden en industriegebouwen, zoals hoogovens, smederijen, weeggebouwen, arbeiderswoningen en een brandewijncafé met overnachtingsmogelijkheden voor dagloners. Ook erbij hoorden zaken als het herenhof, het park met tuinhuisjes en agrarische gebouwen zoals stallen.
Aan het einde van de 19e eeuw raakten de hoogovens vanwege de concurrentie van buitenlandse ijzerproducenten met modernere technologie in economisch zwaar weer. Weliswaar werd in 1917 nog gemoderniseerd, maar in 1919 werd de fabriek toch stilgelegd.
In de zeventiger jaren werden de hoogovens gerestaureerd. Het is nu in de toestand van ongeveer 1870, toen de fabriek voor de laatste keer werd verbouwd. De machines en technische gebouwen uit deze tijd (vooral de hoogoven en de smederij) zijn volledig functioneel.
De reden voor opname op de werelderfgoedlijst was:
- Engelsberg is een exceptioneel voorbeeld van een belangrijke Europese industrie van de 17e tot de 19e eeuw, met belangrijke technische overblijfselen en met zowel bureaugebouwen als woningen.